# NGC 5876
NGC 5876 (również IC 1111, PGC 54110 lub UGC 9747) – galaktyka spiralna z poprzeczką (SBab), znajdująca się w gwiazdozbiorze Wolarza. Odkrył ją Lewis A. Swift 11 czerwca 1885 roku. Jest to galaktyka z aktywnym jądrem typu LINER.